# 本光寺 (大田区)
本光寺（ほんこうじ）は、東京都大田区にある日蓮宗の寺院。

## 概要
戦国時代末期から江戸時代初期にかけて、十乗院日能によって開山された。
境内には、七面堂があり、七面天女像が安置されている。この七面天女像は1699年（元禄12年）に紀州徳川家から寄進したものといわれている。

## 交通アクセス
- 久が原駅より徒歩13分。